# ジョニー・バレンタイン
ジョニー・バレンタイン（Johnny "The Villain" Valentine、本名：Jonathan Theodore Wisniski、1929年9月22日 - 2001年4月24日）は、アメリカ合衆国のプロレスラー。ワシントン州シアトル出身のポーランド系アメリカ人。生年は1928年ともされる。
"The Bad Man from The Badlands" の異名を持つヒールとして、NWAの各テリトリーをはじめWWWFやNWFなどで活躍した。日本での異名は「金髪の妖鬼」。息子のグレッグ "ザ・ハンマー" バレンタインもプロレスラーである。

## 来歴
1947年、同じポーランド系の伝説的レスラーであるスタニスラウス・ズビスコのトレーニングを受けてデビュー。各地を転戦後、1950年7月17日にフロリダ版のNWA南部ヘビー級王座を獲得、1954年7月にはテキサスにてエド・フランシスからNWAテキサス・ヘビー級王座を奪取している。同年から翌1955年にかけては、ルー・テーズが保持していたNWA世界ヘビー級王座にも再三挑戦した。また、1950年代はバディ・ロジャースと北米各地で抗争を展開。北東部を皮切りに中西部から南部、さらにはカナダのモントリオールに至るまで、状況に応じてヒールとベビーフェイスのポジションを入れ替えながら、ドル箱カードとして両者の対戦がマッチメイクされた。
1958年より、WWWFの前身団体であるニューヨークのキャピトル・レスリング・コーポレーションに参戦。ヒールとしてアントニオ・ロッカやアーノルド・スコーラン、エドワード・カーペンティア、ヘイスタック・カルホーン、ベアキャット・ライトらと対戦し、ジェリー&エディのグラハム兄弟とも共闘。1959年11月14日には負傷したエディ・グラハムに代わり、ジェリー・グラハムのパートナーとなってUSタッグ王座を獲得した。翌1960年11月19日には因縁のライバルであるバディ・ロジャースとのコンビで同王座を再び獲得したが、直後に仲間割れしてベビーフェイスに転向、以降はロジャースとの抗争劇が再開され、1962年にかけて遺恨戦を繰り広げた。
以後、他地区ではヒールのポジションを継続させつつ、WWWFにはベビーフェイス陣営で参戦。1962年1月11日にはカウボーイ・ボブ・エリスと組み、アル・コステロ&ロイ・ヘファーナンのファビュラス・カンガルーズを破ってUSタッグ王座に返り咲いた。その後もスカル・マーフィー、ブルート・バーナード、ビル・ミラー、ダン・ミラー、ゴリラ・モンスーン、ワルドー・フォン・エリック、ターザン・タイラー、ビル・ワット、カーティス・イヤウケアなどのヒール勢と対戦。マディソン・スクエア・ガーデンにてブルーノ・サンマルチノともタッグを組んだが、1966年下期にヒールに戻り、サンマルチノのWWWF世界ヘビー級王座に連続挑戦している。
1960年代後半は古巣のフロリダやテキサスなどの南部地区で活動し、フロリダでは1967年から1968年にかけて、ジョー・スカルパやレッド・バスチェンを破ってNWAフロリダ・ヘビー級王座を再三獲得。テキサスでは1969年5月2日、フリッツ・フォン・エリックからNWAアメリカン・ヘビー級王座を奪取している。以降、ダラスやヒューストンなどテキサスの東部地区を主戦場とし、アメリカン王座を巡ってエリックと抗争を展開。キラー・カール・コックス、リッパー・シクナ、プロフェッサー・ボリス・マレンコ、ロード・チャールズ・モンタギューらを配下にヒール軍団の首領となって活躍し、ホセ・ロザリオ、ミル・マスカラス、ワフー・マクダニエル、ミスター・レスリングとも抗争した。1970年下期からはテキサスでもベビーフェイスとなり、キラー・コワルスキーやトール・タナカとブラスナックル王座を争っている。
1970年代前半はNWA世界ヘビー級王者のドリー・ファンク・ジュニアに再三挑戦する一方、新興団体のNWFにも出場、1972年9月1日にジョニー・パワーズからNWF北米ヘビー級王座を、同年10月19日にはアブドーラ・ザ・ブッチャーからNWF世界ヘビー級王座をそれぞれ奪取している。NWA圏に戻ると、1973年1月19日にセントルイスにてハーリー・レイスを破りNWAミズーリ・ヘビー級王座を獲得。7月7日にはデトロイトにてザ・シークからUSヘビー級王座を奪取した。フロリダではジャック・ブリスコのNWA世界ヘビー級王座に度々挑戦。スポット参戦したハワイでは、リッパー・コリンズと組んで11月28日にピーター・メイビア&サム・スティムボートを下し、NWAハワイ・タッグ王座を獲得している。
1974年からはNWAミッドアトランティック地区のトップ・ヒールとなり、テキサスでの因縁を持つワフー・マクダニエルやミスター・レスリングをはじめ、ジョニー・ウィーバー、ジェリー・ブリスコ、ネルソン・ロイヤル、ポール・ジョーンズ、スウェード・ハンセンらと抗争。ヒール陣営ではイワン・コロフ、スーパー・デストロイヤー、ミネソタ・レッキング・クルー、そして若手時代のリック・フレアーとも共闘、彼らをパートナーにアンドレ・ザ・ジャイアントともタッグマッチで対戦している。
並行して他地区への出場も続け、古巣のテキサス地区にはベビーフェイスとして参戦、1974年9月23日にテキサス・マッケンジーと組んでブラックジャック・マリガン&ブラックジャック・ランザのザ・ブラックジャックスからNWAアメリカン・タッグ王座を奪取している。ミッドアトランティックではヒールに戻り、11月4日にソニー・キングを破ってNWAミッドアトランティック・ヘビー級王座を獲得した。

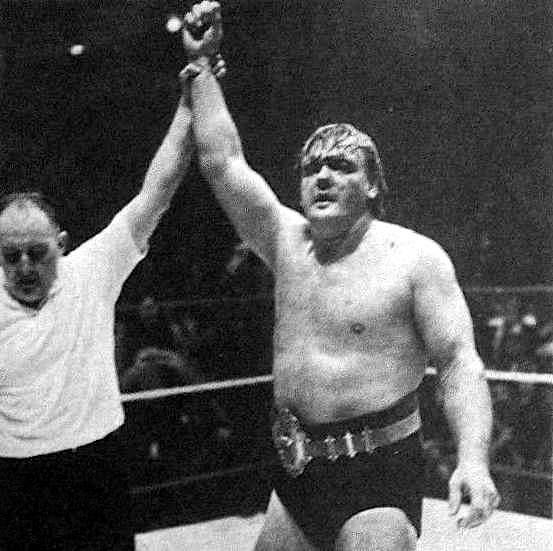
キャリア末期の1975年

1975年7月3日、ノースカロライナ州グリーンズボロにてハーリー・レイスからミッドアトランティック版のUSヘビー級王座（後のWCW・US王座、現在のWWE・US王座）を奪取、同王座の2代目の王者となったが、戴冠中の同年10月4日、移動中のセスナ機の墜落事故で腰と足の骨を折り、再起不能となって引退。なお、セスナ機にはリック・フレアーも同乗しており重傷を負ったが、当時は下っ端だったため視界の悪い席に座らされており、それが幸いして復帰可能な怪我で済んだという（フレアーは復帰後、バレンタインの勧めもあってバディ・ロジャースのコピーを始めていくことになる）。
事故後は下半身麻痺の障害を抱えたが、松葉杖をつきながらマネージャーとして現場復帰を果たし、彼の「弟」と称してデイル・バレンタインを名乗っていたバディ・ロバーツをマネージメントしていたことがある。
2001年4月24日、テキサス州フォートワースにて心臓発作のため死去。71歳没。

### 日本での活躍
1966年10月、中西部地区のブッカーだったサニー・マイヤースのブッキングにより、東京プロレスの旗揚げシリーズに初来日。10月12日の蔵前国技館での旗揚げ戦において、エースに擁されたアントニオ猪木と伝説的な名勝負を残す（この試合は猪木の出世試合として有名であるが、東京プロレスにテレビ中継がつかなかったため映像は残されていない）。その後も、日本に持ち込んだUSヘビー級王座を賭けて猪木と連戦を行い、10月25日の宮城県スポーツセンターでの防衛戦では時間切れ引き分けとなったが、11月19日に大阪球場にて猪木に敗れ、王座を開け渡している（11月22日の大田区体育館でのリターン・マッチでも敗退し、猪木が初防衛に成功）。
翌1967年1月、東京プロレスとの合同興行による国際プロレスの旗揚げシリーズに再来日。東京プロレス所属の猪木と再び相まみえ、1月18日に台東区体育館にてエディ・グラハムと組み、猪木&ヒロ・マツダが保持していたミッドアメリカ版のNWA世界タッグ王座に挑戦。1月30日には横浜文化体育館にて猪木のUSヘビー級王座に再挑戦したが、シリーズ後に東京プロレスが崩壊したため、これが同王座の最後のタイトルマッチとなった。
1970年11月、シリーズ後半戦への特別参加で日本プロレスに初登場。11月27日に横浜文化体育館にて猪木と約4年ぶりに対戦し引き分けている。12月1日の東京都体育館では北米での宿敵でもあったジン・キニスキーと組み、ジャイアント馬場&猪木のBI砲が保持するインターナショナル・タッグ王座に挑戦した。1972年5月の参戦時には、6月1日に大阪府立体育館にて馬場のインターナショナル・ヘビー級王座に挑戦したが、馬場は防衛後に王座を返上し、全日本プロレス創立のために日本プロレスを退団。結果として馬場のインター王座最後の挑戦者となった。
1973年2月には日本プロレス末期の混乱のさなかに来日。キラー・カール・クラップをパートナーに、2月23日に大阪にて大木金太郎&坂口征二からインターナショナル・タッグ王座を、3月2日には横浜にてUNヘビー級王座を坂口から奪取し2冠を獲得したが、タッグ王座は3月6日に愛知県体育館にて大木&上田馬之助に、UN王座は3月8日に佐野にて高千穂明久にそれぞれ奪還された。坂口とのUN戦では、この当時、坂口が日本プロレスを離脱して新日本プロレスに移籍することを表明していたため、日本プロレスの幹部から坂口にシュートを仕掛けるよう要請されたというが、坂口もバレンタインもプロとしての姿勢を守り、不穏な試合にはならなかった。日本プロレス崩壊後は、同年9月にシリーズ中盤戦への特別参加で新日本プロレスに参戦。2年後の1975年10月のセスナ機事故により、これが選手としての最後の来日となった。
1990年9月30日、横浜アリーナで開催されたアントニオ猪木のデビュー30周年記念大会で17年ぶりの来日が実現。松葉杖をつきながら、公の場に久々に姿を現し、猪木と再会して握手を交わした。

## 得意技
- エルボー・ドロップ（日本では「毒針」と称された）
- エルボー・スタンプ（別名ブレーンバスター）

## 獲得タイトル
後年のブルーザー・ブロディのように特定の地区に長期間定着することをせず、北米の主要テリトリーをトップのポジションで行き来したヒールの大スターとして、各地のフラッグシップ・タイトルを再三獲得している。
チャンピオンシップ・レスリング・フロム・フロリダ
- NWAフロリダ・ブラスナックル王座：1回[44]
- NWAフロリダ・ヘビー級王座：3回[13]
- NWA南部ヘビー級王座（フロリダ版）：1回[4]
- NWA南部タッグ王座（フロリダ版）：1回（w / ボリス・マレンコ）[45]

NWAビッグタイム・レスリング
- NWAテキサス・ブラスナックル王座：4回[17]
- NWAテキサス・ヘビー級王座：8回[5]
- NWAテキサス・タッグ王座：1回（w / リップ・ロジャース）[46]
- NWAアメリカン・ヘビー級王座：4回[14]
- NWAアメリカン・タッグ王座：3回（w / ワフー・マクダニエル、サンダーボルト・パターソン、テキサス・マッケンジー）[28]

メープル・リーフ・レスリング
- NWA USヘビー級王座（トロント版）：7回[47]
- NWAインターナショナル・タッグ王座（トロント版）：5回（w / ブルドッグ・ブラワー、ザ・ビースト、ジム・ヘイディ、ホイッパー・ビリー・ワトソン×2）[48]

ミッドアトランティック・チャンピオンシップ・レスリング
- NWAミッドアトランティック・ヘビー級王座：2回[29]
- NWA USヘビー級王座（ミッドアトランティック版）：1回[30]

NWAデトロイト
- NWA USヘビー級王座（デトロイト版）：2回[22]

NWAウエスタン・ステーツ・スポーツ
- NWA北米ヘビー級王座（アマリロ版）：2回[49]

スタンピード・レスリング
- NWAカナディアン・ヘビー級王座（カルガリー版）：3回[50]

セントルイス・レスリング・クラブ
- NWAミズーリ・ヘビー級王座：1回[21]

NWAミッドサウス・スポーツ
- NWAジョージア・ヘビー級王座：1回[51]

NWAロサンゼルス
- NWAビート・ザ・チャンプTV王座：1回

NWAミッドパシフィック・プロモーションズ
- NWAハワイ・タッグ王座：1回（w / リッパー・コリンズ）[24]

ミネアポリス・レスリング&ボクシング・クラブ
- NWA世界タッグ王座（ミネアポリス版）：1回（w / Chet Wallick）

キャピトル・レスリング・コーポレーション / ワールド・ワイド・レスリング・フェデレーション
- NWA USタッグ王座（ノースイースト版）：3回（w / ドクター・ジェリー・グラハム、バディ・ロジャース、カウボーイ・ボブ・エリス）[10]
- WWWF USタッグ王座：1回（w / アントニオ・プリエーゼ）[10]

ナショナル・レスリング・フェデレーション
- NWF世界ヘビー級王座：2回[20]
- NWF北米ヘビー級王座：1回[19]

L&Gプロモーションズ
- L&Gカリビアン・ヘビー級王座：1回[52]

日本プロレス
- UNヘビー級王座：1回[41]
- インターナショナル・タッグ王座：1回（w / キラー・カール・クラップ）[40]

ナショナル・レスリング・アライアンス
- NWA殿堂：2011年[53]

その他
- IWAインターナショナル・ヘビー級王座（シカゴ版）：1回
- IWAインターナショナル・ヘビー級王座（モントリオール版）：1回
- USヘビー級王座（1966年にアントニオ猪木に奪取されたタイトル）

## エピソード
- ロープワークを「リアルに見えない」との理由から非常に嫌い、肘・拳による打撃と基本的な絞め技だけで攻めるという独自のスタイルをつくった。投げ技も時々ボディスラムを放つ程度で、バックドロップのような派手な技を出すことはほとんどなかったが、それでも観客は、彼の試合にリアリティを感じて惹きつけられていたという[54]。そのスタイルから、ルー・テーズからは「タフガイ」と呼ばれた。
- かなり変わった人物であったらしく、会場に招待された若き日のジョージ・H・W・ブッシュにいきなり中指を突き立てたこともある。リック・フレアーによれば、控え室では他の選手たちとコミュニケーションを交わすことは滅多になく、一人で読書やチェスをしていることが多く、移動中はオペラを聴いていたという[54]。
- 度が過ぎた悪戯好きでもあり、喘息持ちだった "ジ・アラスカン" ジェイ・ヨークの吸入器にライターのオイルを満タンに入れ、それを知らずに吸い込み嘔吐に苦しんだヨークから、報復として銃を突きつけられたことがある[55]。こうした悪癖が災いし、セスナ機事故で再起不能の障害を負ってからも、バレンタインに同情する人間はほとんどいなかったという[56]。
- その妥協なきファイトスタイルと、得意のエルボー攻撃を放つ際の鬼気迫る表情から、日本では「金髪の妖鬼」と称された[3]。ジャイアント馬場によると、ある先輩レスラーはバレンタインと対戦した際、バレンタインが両目を見開いて肘を振り上げただけで悲鳴をあげて逃げ回ったという[57]。